# رايموند تي تشن
رايموند تي تشن (بالإنجليزية: Raymond T. Chen)‏ هو محامي وقاضي أمريكي، ولد في 1 يوليو 1968 في نيويورك في الولايات المتحدة.